# 이와테이치노헤 터널
이와테이치노헤 터널(일본어: 岩手一戸トンネル)은 일본 이와테현에 위치한 도호쿠 신칸센의 터널이다.
도호쿠 신칸센의 이와테누마쿠나이역과 니노헤역 사이에 있으며, 길이는 25,808m이다. 2002년 신칸센 개업으로부터 2007년 스위스의 뢰치베르크 베이스 터널이 개통되기까지 세계 최장의 육상 철도터널이었다. 일본에서는 2010년 12월 도호쿠 신칸센 핫코다 터널의 개통 이전까지 일본에서 가장 긴 육상 터널이었다.